# Joshua Rawlins
Joshua James Rawlins (Perth, 23 april 2004) is een Australisch voetballer die onder contract staat bij Melbourne Victory. Rawlins speelt doorgaans als rechtervleugelverdediger en centrale verdediger. Daarnaast kan hij ook als verdedigende middenvelder uit de voeten.

## Clubcarrière

### Jeugd en Perth Glory
Rawlins speelde in de jeugd bij Dianella Soccer Club, waarna hij de overstap maakte naar de jeugd van Perth Glory. Voor deze club maakte hij op 18 november 2020 zijn debuut voor het eerste team, in de met 1–2 verloren AFC Champions League wedstrijd tegen Shanghai Shenhua FC. Rawlins speelde de volledige negentig minuten. Met zijn debuut werd hij op dat moment de jongste speler aller tijde in de AFC Champions League. Ook met zijn debuut in de A-League vestigde hij zo'n zelfde record. Op 20 januari 2021 debuteerde Rawlins met een leeftijd van zestien jaar en 272 dagen op het hoogste Australische niveau. In februari 2022 droeg hij op zeventienjarige leeftijd al eens de aanvoerdersband voor Perth Glory.

### Vertrek naar FC Utrecht
Op 4 mei 2022 werd bekend dat FC Utrecht Rawlins in de opvolgende transferperiode transfervrij over zou nemen. Daarbij tekende hij een contract tot aan de zomer van 2026. Hiermee werd Rawlins na Tommy Oar, Adam Sarota, Michael Zullo en Daniel Arzani de vijfde Australische voetballer in de geschiedenis van FC Utrecht. Na zijn overgang sloot Rawlins in de voorbereiding aan bij het eerste elftal van de Utrechtse club. Daar kreeg hij regelmatig de kans in oefenwedstrijden. Alleen tegen sc Heerenveen zat hij niet bij de wedstrijdselectie. In plaats daarvan speelde hij met Jong FC Utrecht mee tegen Jong Zeeland (0–6 winst) in diens voorbereiding op het seizoen 2022/23.
Op 5 augustus 2022 maakte Rawlins  zijn officiële debuut voor Jong FC Utrecht in de competitiewedstrijd tegen Top Oss. Hij startte de wedstrijd in de basis en werd in de zestigste minuut gewisseld voor Christopher Mamengi. In het seizoen 2022/23 speelde Rawlins 24 wedstrijden, waarvan achttien als basisspeler en zes als invaller. In het seizoen 2023/24 zat hij slechts drie keer bij de wedstrijdselectie en kwam hij niet tot speelminuten. Rawlins speelde bij Jong FC Utrecht afwisselend op de posities van centrale verdediger en rechtervleugelverdediger. Tot een plek bij de wedstrijdselectie van het eerste elftal kwam het niet.

### Terugkeer bij Perth Glory
Gezien zijn geringe perspectief op speelminuten bij Jong FC Utrecht gaf Rawlins aan een stap te willen maken. Ook met het oog een eventuele selectie voor de Olympische Zomerspelen 2024. Hierop keerde hij in januari 2024 op huurbasis terug naar Perth Glory.

### Vertrek naar Melbourne Victory
In juni 2024 werd bekend dat het nog tot medio 2026 doorlopende contract tussen FC Utrecht en Rawlins voortijdig werd ontbonden. In diezelfde maand werd bekend dat Rawlins de overstap zou maken naar Melbourne Victory en daar een tweejarig contract ondertekende.

## Clubstatistieken
| Seizoen                    | Club              | Competitie      | Competitie | Competitie | Beker | Beker | Internationaal | Internationaal | Overig | Overig | Totaal | Totaal |
| Seizoen                    | Club              | Competitie      | Wed.       | Dlp.       | Wed.  | Dlp.  | Wed.           | Dlp.           | Wed.   | Dlp.   | Wed.   | Dlp.   |
| -------------------------- | ----------------- | --------------- | ---------- | ---------- | ----- | ----- | -------------- | -------------- | ------ | ------ | ------ | ------ |
| 2019/20                    | Perth Glory       | A-League        | 0          | 0          | 0     | 0     | 4              | 0              | 0      | 0      | 4      | 0      |
| 2020/21                    | Perth Glory       | A-League        | 12         | 0          | 1     | 0     | –              | –              | 0      | 0      | 13     | 0      |
| 2021/22                    | Perth Glory       | A-League        | 22         | 0          | 1     | 0     | –              | –              | 0      | 0      | 23     | 0      |
| 2022/23                    | Jong FC Utrecht   | Eerste divisie  | 24         | 0          | –     | –     | –              | –              | 0      | 0      | 24     | 0      |
| 2023/24                    | Jong FC Utrecht   | Eerste divisie  | 0          | 0          | –     | –     | –              | –              | 0      | 0      | 0      | 0      |
| 2023/24                    | → Perth Glory     | A-League        | 12         | 1          | 0     | 0     | –              | –              | 0      | 0      | 12     | 1      |
| 2024/25                    | Melbourne Victory | A-League        | 0          | 0          | 0     | 0     | 0              | 0              | 0      | 0      | 0      | 0      |
| Carrière totaal            | Carrière totaal   | Carrière totaal | 34         | 0          | 2     | 0     | 4              | 0              | 0      | 0      | 76     | 1      |
| Bijgewerkt op 28 juni 2024 |                   |                 |            |            |       |       |                |                |        |        |        |        |

## Interlandcarrière

### Australië onder 15
Rawlins speelde in de zomer van 2019 als aanvoerder met Australië onder 15 op het AFF Championship onder 15 2019.
| Jeugdinterlands voor Australië onder 15 | Jeugdinterlands voor Australië onder 15 | Jeugdinterlands voor Australië onder 15 | Jeugdinterlands voor Australië onder 15 | Jeugdinterlands voor Australië onder 15 | Jeugdinterlands voor Australië onder 15 |
| Interland                               | Datum                                   | Wedstrijd                               | Uitslag                                 | Soort Wedstrijd                         | Doelpunten                              |
| Als speler bij Perth Glory              | Als speler bij Perth Glory              | Als speler bij Perth Glory              | Als speler bij Perth Glory              | Als speler bij Perth Glory              | Als speler bij Perth Glory              |
| --------------------------------------- | --------------------------------------- | --------------------------------------- | --------------------------------------- | --------------------------------------- | --------------------------------------- |
| 1.                                      | 28 juli 2019                            | Cambodja – Australië                    | 1 – 3                                   | AFF Championship onder 15 2019          |                                         |
| 2.                                      | 30 juli 2019                            | Laos – Australië                        | 0 – 3                                   | AFF Championship onder 15 2019          |                                         |
| 3.                                      | 1 augustus 2019                         | Australië – Maleisië                    | 0 – 3                                   | AFF Championship onder 15 2019          |                                         |
| 4.                                      | 3 augustus 2019                         | Australië – Thailand                    | 1 – 1                                   | AFF Championship onder 15 2019          |                                         |
| 5.                                      | 5 augustus 2019                         | Brunei – Australië                      | 0 – 4                                   | AFF Championship onder 15 2019          |                                         |

### Australië onder 17
In 2019 speelde Rawlins met Australië onder 17 op het WK onder 17.
| Jeugdinterlands voor Australië onder 17 | Jeugdinterlands voor Australië onder 17 | Jeugdinterlands voor Australië onder 17 | Jeugdinterlands voor Australië onder 17 | Jeugdinterlands voor Australië onder 17 | Jeugdinterlands voor Australië onder 17 |
| Interland                               | Datum                                   | Wedstrijd                               | Uitslag                                 | Soort Wedstrijd                         | Doelpunten                              |
| Als speler bij Perth Glory              | Als speler bij Perth Glory              | Als speler bij Perth Glory              | Als speler bij Perth Glory              | Als speler bij Perth Glory              | Als speler bij Perth Glory              |
| --------------------------------------- | --------------------------------------- | --------------------------------------- | --------------------------------------- | --------------------------------------- | --------------------------------------- |
| 1.                                      | 6 september 2019                        | Engeland – Australië                    | 2 – 2 (4 – 2 n.s.)                      | Vriendschappelijk                       |                                         |
| 2.                                      | 30 oktober 2019                         | Hongarije – Australië                   | 2 – 2                                   | WK onder 17 2019                        |                                         |
| 3.                                      | 1 november 2019                         | Australië – Nigeria                     | 2 – 1                                   | WK onder 17 2019                        |                                         |
| 4.                                      | 7 november 2019                         | Frankrijk – Australië                   | 4 – 0                                   | WK onder 17 2019                        |                                         |

### Australië onder 23
In 2022 werd Rawlins voor het eerst geselecteerd voor Australië onder 23, waarmee hij in juni van dat jaar wedstrijden voor de AFC Asian Cup onder 23 heeft mogen spelen. In de halve finale werden zij met 0–2 verslagen door Saoedi-Arabië onder 23. Vervolgens werd op 18 juni 2022 de wedstrijd om de derde plaats met 3–0 verloren van Japan onder 23. In mei 2023 werd Rawlins geselecteerd voor het Maurice Revello Toernooi in Frankrijk.
| Jeugdinterlands voor Australië onder 23 | Jeugdinterlands voor Australië onder 23 | Jeugdinterlands voor Australië onder 23 | Jeugdinterlands voor Australië onder 23 | Jeugdinterlands voor Australië onder 23 | Jeugdinterlands voor Australië onder 23 |
| Interland                               | Datum                                   | Wedstrijd                               | Uitslag                                 | Soort Wedstrijd                         | Doelpunten                              |
| Als speler bij Perth Glory              | Als speler bij Perth Glory              | Als speler bij Perth Glory              | Als speler bij Perth Glory              | Als speler bij Perth Glory              | Als speler bij Perth Glory              |
| --------------------------------------- | --------------------------------------- | --------------------------------------- | --------------------------------------- | --------------------------------------- | --------------------------------------- |
| 1.                                      | 4 juni 2022                             | Irak – Australië                        | 1 – 1                                   | AFC Asian Cup onder 23 2022             |                                         |
| 2.                                      | 7 juni 2022                             | Jordanië – Australië                    | 1 – 0                                   | AFC Asian Cup onder 23 2022             |                                         |
| 3.                                      | 15 juni 2022                            | Australië – Saoedi-Arabië               | 0 – 2                                   | AFC Asian Cup onder 23 2022             |                                         |
| 4.                                      | 18 juni 2022                            | Japan – Australië                       | 3 – 0                                   | AFC Asian Cup onder 23 2022             |                                         |
| 5.                                      | 6 juni 2023                             | Qatar – Australië                       | 0 – 0 (4 – 3 n.s.)                      | Maurice Revello Toernooi                |                                         |
| 6.                                      | 12 juni 2023                            | Mexico – Australië                      | 0 – 2                                   | Maurice Revello Toernooi                |                                         |
| 7.                                      | 16 juni 2023                            | Australië – Panama                      | 1 – 2                                   | Maurice Revello Toernooi                |                                         |

### Australië onder 20
In september 2022 werd Rawlins opgeroepen om met Australië onder 20 voor de Costa Cálida Supercup in het Spaanse San Pedro del Pinatar te gaan spelen. In de eerste wedstrijd viel Rawlins in, waarna hij in de tweede wedstrijd tegen Chili onder 20 als aanvoerder aan de wedstrijd begon. In oktober 2022 speelde hij als aanvoerder mee in verschillende kwalificatiewedstrijden voor de AFC Asian Cup onder 20 2023. Het elftal wist zich te kwalificeren voor het hoofdtoernooi, waar Rawlins als een van de aanvoerders bij de selectie zat. In de na strafschoppen verloren kwartfinale tegen Oezbekistan onder 20 benutte Rawlins een strafschop in de strafschoppenserie.
| Jeugdinterlands voor Australië onder 20 | Jeugdinterlands voor Australië onder 20 | Jeugdinterlands voor Australië onder 20 | Jeugdinterlands voor Australië onder 20 | Jeugdinterlands voor Australië onder 20  | Jeugdinterlands voor Australië onder 20 |
| Interland                               | Datum                                   | Wedstrijd                               | Uitslag                                 | Soort Wedstrijd                          | Doelpunten                              |
| Als speler bij FC Utrecht               | Als speler bij FC Utrecht               | Als speler bij FC Utrecht               | Als speler bij FC Utrecht               | Als speler bij FC Utrecht                | Als speler bij FC Utrecht               |
| --------------------------------------- | --------------------------------------- | --------------------------------------- | --------------------------------------- | ---------------------------------------- | --------------------------------------- |
| 1.                                      | 22 september 2022                       | Australië – Marokko                     | 0 – 1                                   | Costa Cálida Supercup                    |                                         |
| 2.                                      | 24 september 2022                       | Australië – Chili                       | 1 – 3                                   | Costa Cálida Supercup                    |                                         |
| 3.                                      | 14 oktober 2022                         | Australië – Koeweit                     | 4 – 1                                   | Kwalificatie AFC Asian Cup onder 20 2023 |                                         |
| 4.                                      | 18 oktober 2022                         | Australië – Irak                        | 1 – 0                                   | Kwalificatie AFC Asian Cup onder 20 2023 |                                         |
| 5.                                      | 1 maart 2023                            | Australië – Vietnam                     | 0 – 1                                   | AFC Asian Cup onder 20 2023              |                                         |
| 6.                                      | 4 maart 2023                            | Iran – Australië                        | 2 – 3                                   | AFC Asian Cup onder 20 2023              |                                         |
| 7.                                      | 7 maart 2023                            | Qatar – Australië                       | 1 – 9                                   | AFC Asian Cup onder 20 2023              |                                         |
| 8.                                      | 11 maart 2023                           | Oezbekistan – Australië                 | 1 – 1 (5 – 4 n.s.)                      | AFC Asian Cup onder 20 2023              |                                         |